# Tusnad Cycling Team/Saison 2014
Dieser Artikel listet Erfolge und Fahrer des Radsportteams Tusnad in der Saison 2014 auf.

## Erfolge in der UCI Europe Tour
| Datum     | Rennen                         | Kat. | Fahrer          |
| --------- | ------------------------------ | ---- | --------------- |
| 13. April | Banja Luka-Belgrade II         | 1.2  | Ivan Stević     |
| 9. August | 3b. Etappe Tour of Szeklerland | 2.2  | Sebastián Anaya |

## Zugänge – Abgänge
| Zugänge                           | Team 2013                        | Abgänge                  | Team 2014                 |
| --------------------------------- | -------------------------------- | ------------------------ | ------------------------- |
| Árpád Cilip                       | Tusnad Cycling Team (2013)       | Facundo Lezica           | Cycles Club Bragado       |
| Nándor Lazăr                      | Tusnad Cycling Team (2013)       | Zoltán Sipos             | Dinamo Bucuresti          |
| Szabolcs Sebestyén                | Tusnad Cycling Team (2013)       | Sergio Carrasco          | Unbekannt                 |
| Vlad-Nicolae Dobre                | Neoprofi                         | Sergiu Cioban            | Unbekannt                 |
| José Manuel Gutiérrez (ab 10.06.) | Neoprofi                         | Nicolae Tanovitchii      | Unbekannt                 |
| Vladimir López (ab 15.07.)        | Neilpryde-Men's Club Pro Cycling | Ivan Stević (bis 24.06.) | Racing Cycles-Kastro Team |
| Sebastián Anaya (ab 15.07.)       | Neoprofi                         |                          |                           |

## Mannschaft
| Name                  | Geburtstag       | Nationalität |
| --------------------- | ---------------- | ------------ |
| Sebastián Anaya       | 19. Februar 1991 | Venezuela    |
| Oleg Berdos           | 9. Juni 1987     | Rumänien     |
| Alexandr Braico       | 5. März 1988     | Moldau       |
| Árpád Cilip           | 6. Juli 1994     | Rumänien     |
| Vlad-Nicolae Dobre    | 8. Dezember 1995 | Rumänien     |
| José Manuel Gutiérrez | 4. Mai 1988      | Spanien      |
| Nándor Lazăr          | 25. März 1992    | Rumänien     |
| Vladimir López        | 8. Januar 1988   | Kolumbien    |
| Carol Eduard Novak    | 28. Juli 1976    | Rumänien     |
| Szabolcs Sebestyén    | 23. März 1992    | Rumänien     |